# LocoRoco
LocoRoco (яп. ロコロコ Рокороко) — видеоигра 2006 года выпуска, сочетающая жанры платформера, аркады и головоломки с оригинальными графическими решениями. Игра разработана и издана японской компанией SCE Japan Studio для платформы PlayStation Portable. 9 мая 2017 года вышла версия для PlayStation 4 получившая название LocoRoco Remastered. По пути LocoRoco может увеличиваться в размерах, поедая особые ягоды, а затем его можно разделить и снова соединить, чтобы пройти LocoRoco через узкие проходы. Яркие и красочные визуальные эффекты и динамичный музыкальный саундтрек были отличительными чертами игры, что принесло ей несколько наград от игровой прессы в 2006 году. Хотя игра не продавалась большими тиражами, её успех привел к разработке четырех других игр LocoRoco - двух сиквелов для PlayStation Portable / PlayStation Portable go, спин-оффа для PlayStation 3 и мобильной версии (под названиями LocoRoco Mobile или LocoRoco Hi, в зависимости от региона) для сотовых (мобильных) телефонов.

## Игровой процесс
LocoRoco состоит из 5 миров, каждый из которых разделён на 8 уровней. Целью прохождения уровней является достижение конечной точки, после которой результат игрока оценивается в очках в зависимости от количества найденных ЛокоРоко, затраченного времени и других параметров. В игре есть шесть видов ЛокоРоко, которые различаются по цвету, форме и голосу. Изначально игроку доступен только жёлтый ЛокоРоко Кульче, а остальные персонажи разблокируются по завершении уровней. Кроме Кульче, в игре также представлены розовый (Приффи), синий (Тюпли), красный (Пекероне), чёрный (Будзи) и зелёный (Чавес) ЛокоРоко. Перед началом уровня игрок может выбрать, какой ЛокоРоко будет использоваться на уровне, однако в результате выбора изменятся только исполняемые песни, и это не повлияет на игровой процесс. ЛокоРоко ведут себя как кусочки желе, изменяя свою обычную круглую форму, когда это требуется для прохождения определённых участков на уровнях. Некоторые существа, населяющие миры LocoRoco, могут менять форму персонажей, превращая их в квадраты или треугольники. Этот эффект сохраняется до тех пор, пока ЛокоРоко не смоют его в воде или не встретят ещё одно подобное существо, которое снимет наложенный эффект.
Игрок начинает уровень с одним ЛокоРоко. Когда ЛокоРоко съедает ягоду, то он растёт на одну величину, впоследствии достигая максимального размера в двадцать единиц. Один большой ЛокоРоко может быть разделён на множество маленьких нажатием на кнопку «» или при прохождении определённых точек на уровне. В свою очередь, несколько маленьких ЛокоРоко могут быть объединены удержанием кнопки «». Такое взаимодействие с ЛокоРоко необходимо для продвижения по уровню: управление одним большим ЛокоРоко проще, однако на уровнях встречаются узкие пространства, преодолеть которые могут только отдельные ЛокоРоко. Игрок может потерять ЛокоРоко, если персонажи столкнутся с вредоносными объектами или с существами Модзя. Игра заканчивается, если игрок потеряет всех своих ЛокоРоко. Игрок не может напрямую управлять ЛокоРоко, за исключением возможности совершать персонажами прыжок, вместо этого игра предоставляет возможность управлять планетой, на которой живут ЛокоРоко: нажимая на кнопки «L» и «R», игрок заставляет наклоняться планету по и против часовой стрелки, из-за чего ЛокоРоко начинают катиться под уклон, а также сдвигать некоторые механические устройства, такие как платформы. При удержании и отпускании обеих кнопок ЛокоРоко совершают прыжок, который не только позволяет преодолевать ямы, но и проламывать стены и наносить урон Модзя без получения повреждений. Когда игрок собирает большее количество ЛокоРоко, то музыка обретает новые голоса, так как каждый ЛокоРоко исполняет свою часть в общей песне.
На уровнях встречаются области, требующие определённого количества собранных ЛокоРоко для того, чтобы они спели и разбудили одного из спящих жителей планеты, которые после пробуждения дарят игроку предмет для декорирования «Локо-дома». Кроме того, игрок может встречать на уровнях дружественных персонажей Муи-Муи, а также находить «пикории», которые служат валютой для игры в две мини-игры вне основной кампании. Одна мини-игра — «MuiMui Crane», представляющая собой вариацию крана-автомата, а вторая — «Chuppa Chuppa», где игрок использует похожих на птиц персонажей Чуппа для запуска ЛокоРоко и прохождения длинных уровней. В обеих мини-играх игрок может получить дополнительные материалы для Локо-дома и пикории в качестве призов. Собрав достаточное количество материалов для Локо-дома, игрок может создать небольшой уровень, по которому ЛокоРоко будут двигаться без участия игрока, а устройства, которые игрок расставляет по уровню, будут их направлять. Дополнительной разблокируемой возможностью в игре является Локо-редактор, который позволяет создавать интерактивные уровни с точками старта и конца используя части Локо-дома.

## Разработка
Идея LocoRoco пришла Цутому Коно (яп. 河野 力 ко:но цутому), который ранее участвовал в разработке игры Ico. Во время поездок на поезде весной 2004 года Коно использовал свой карманный компьютер для того, чтобы делать зарисовки игры, которая бы использовала множество похожих персонажей, недоступных игроку для прямого управления. Геймдизайнер придумал механику с наклоном планеты после того, как представил, что вращение карманного компьютера с эскизом может стать интересной игрой. На тот момент PlayStation Portable была близка к выпуску, и Коно посчитал, что боковые клавиши консоли были бы подходящими для управления наклоном мира. Также Коно пожелал разрабатывать проект для портативной консоли, «который чувствовал бы себя как дома на PSP», для того чтобы разбавить поток других более сложных игр, которые были сиквелами к сериям, вышедшим на PlayStation 2. Кроме того, Коно хотел, чтобы «каждый аспект игры был уникальным», из-за чего были приняты решения о графике и музыке вышедшего проекта.
Коно сформулировал три концепции своего видения игры: «Лёгкий игровой процесс, весёлая атмосфера и привлекательная графика». Геймдизайнер стремился добиться того, чтобы в игру могли играть не только маленькие дети, но также и более широкая и международная аудитория. Во время экспериментов команды с различными способами управления для игры разработчики пришли к решению, что простое управление наклоном будет понятно как для детей, так и для игроков вне Японии. Этот подход также привёл к созданию нового «языка» для музыкального оформления вместо использования японской музыки, которую могла не понять иностранная аудитория. Однако, несмотря на простоту игрового процесса, Коно отмечал, что разработчики использовали сложные игровые механики, построенные на управлении, которые требуют от игроков в совершенстве овладеть ими, для того чтобы собрать все коллекционные предметы в игре.
Коно решил использовать двухмерную графику вместо трёхмерной, чтобы не усложнять игру. Команда LocoRoco экспериментировала с различными дизайнами персонажей и уровней игры, пытаясь использовать пластилиновую анимацию, бумажное моделирование и детализированные текстуры, но в итоге остановилась на решении применять простые паттерны, чтобы не только показывать «яркий дружелюбный мир», но также и для снижения стоимости разработки, так как в этом случае команде не требовался художник для текстурирования. Коно черпал вдохновение для дизайна персонажей из живой природы: например, один из персонажей был основан на внешности тропической рыбки, которую содержал геймдизайнер. Также Коно посчитал, что использование двухмерной графики позволяет показывать игроку лица ЛокоРоко и других существ и таким образом постоянно передавать эмоции, которые испытывают персонажи. Для создания уровней, расположения вредоносных объектов и препятствий команда применяла Autodesk Maya и Adobe Illustrator. Графика в игре основана на использовании и анимировании кривых Безье, которое является одной из возможностей, предоставляемых программным обеспечением PlayStation Portable.
Коно дважды пытался представить идею проекта вышестоящему руководству во время деловых встреч в начале 2005 года, но оба раза проект получал отказ. Хотя менеджеры поняли идею игровой механики с наклоном мира, они не могли себе представить идею Коно об использовании искусственного интеллекта для ЛокоРоко и других существ игры. После второго отказа, начальство предложило Коно вернуться к обсуждению после того, как у него на руках будет нечто осязаемое, что могло бы помочь понять его идеи. Коно потратил 1 месяц вместе с командой из четырёх человек, чтобы создать пред-прототипную версию игры, которая показывала катание персонажей в качестве игрового процесса. Пред-прототипная демонстрация была хорошо принята, и Коно получил одобрение на разработку полноценной игры. Завершённый прототип был создан командой из восьми человек за 3 месяца, в течение которых были определены остальные игровые механики, включая слияние и разделение ЛокоРоко и использование динамической музыки.

## Музыка
Музыкальное сопровождение LocoRoco основано на искусственном языке, придуманном Коно. Для создания языка Коно собрал список интересных слов на катакане, а затем изменил их, чтобы они хорошо звучали по-японски, но при этом не было понятно их происхождение. После этого Коно отправил слова песен на созданном языке вместе с образцами его любимых произведений в жанрах регги, соул и ритм-энд-блюз музыкантам Нобуюки Симидзу и Кэммэй Адати, чтобы они закончили работу над музыкальным оформлением. Коно попросил композиторов, чтобы они использовали как можно меньше электронных инструментов для придания музыке «живого звука». В результате команда создала около 60 песен для игры. Хотя саундтрек состоит из музыкальных композиций в разных жанрах, Коно считал, что искусственный язык, который используют ЛокоРоко, помог объединить стиль использованных в игре песен.

## Отзывы
| Сводный рейтинг       | Сводный рейтинг             |
| Агрегатор             | Оценка                      |
| --------------------- | --------------------------- |
| GameRankings          | 85,31 % (PSP) 79,58 % (PS4) |
| Metacritic            | 83/100 (PSP) 79/100 (PS4)   |
| OpenCritic            | 80/100 (PS4)                |
| Иноязычные издания    |                             |
| Издание               | Оценка                      |
| 1UP.com               | B+                          |
| Eurogamer             | 9/10                        |
| G4                    | [ 18 ]                      |
| GameSpot              | 7,7/10                      |
| GameSpy               | [ 20 ]                      |
| IGN                   | 9,0/10                      |
| Русскоязычные издания |                             |
| Издание               | Оценка                      |
| «Игры Mail.ru»        | 8,0/10                      |
| «Страна игр»          | 10/10                       |

LocoRoco получила в основном положительные оценки от игровой прессы. Рецензенты часто хвалили игру за яркую и чёткую графику. Чарльз Херольд, обозреватель газеты The New York Times, в своём обзоре посчитал графику «простой и приятной», напоминающей Katamari Damacy, тогда как Сэм Кеннеди с сайта 1UP сравнил её с «управлением милым мультфильмом». Уникальный дизайн каждого уровня также был отмечен критиками как один из факторов привлекательности игры. Так, рецензент Eurogamer Кристиан Рид посчитал, что «внешний вид и ощущения от игры не похожи ни на что созданное ранее» и «игра является великолепным примером, как можно открыть что-то новое в двухмерных играх». Обозреватели посчитали музыку в игре необычной и запоминающейся. Журналист Уил Татл с сайта GameSpy отметил, что «существует большая вероятность, что игроки будут напевать некоторые из мелодий весь день». Игровой процесс сравнивался рецензентами с «медленной версией Sonic the Hedgehog», когда игрок управлял, ЛокоРоко катящимися под откос и совершающими мёртвые петли на уровнях. По мнению критиков, такой игровой процесс лёгок для освоения игроками. Обозреватель IGN Джуан Кастро отметил, что управление в игре «не столько просто, сколько освежающе ново». Кеннеди посчитал, что, хотя сама LocoRoco неидеальна сама по себе, однако она «идеальна для PSP». Рецензент Би-би-си Нейл МакГриви заявил, что LocoRoco — это «лучшая игра Nintendo, которую выпустила другая компания».
Среди отрицательных моментов рецензенты отмечали однообразие игрового процесса, так как после того, как игроку показывают концепцию катания ЛокоРоко под уклон и использования прыжков, в игру не вносится новых игровых механик, а дизайн уровней «очень далёк от сложного». При этом те же обозреватели, отмечая монотонность игры, писали, что это не является значительной проблемой для игровых систем типа PSP, поскольку их использование пользователями подразумевает короткие игровые сессии. Также критики посчитали, что игра короткая и после завершения основной кампании в ней остаётся слишком мало дополнительных вещей для того, чтобы возвращаться в игру снова.
LocoRoco завоевала две награды на церемонии BAFTA Games Awards в 2006 году, победив в категориях «Лучшая игра для детей» и «Лучший персонаж», а также была номинирована на шесть других: «Лучший звук», «Лучший саундтрек», «Лучшая инновация», «Достижение в изобразительном искусстве», «Лучший игровой процесс» и «Лучшая казуальная или социальная игра». LocoRoco также завоевала две награды на Interactive Achievement Awards в номинациях «Игра года для детей» и «Выдающееся достижение в создании оригинальной музыки», кроме того, проект был номинирован в категориях «Выдающаяся инновация» и «Игра года для переносных систем». Информационное агентство Ассошиэйтед Пресс назвало LocoRoco игрой 2006 года для мобильных платформ.
Перед выходом игры в Северной Америке блогер Алехандро Кван-Мадрид разместил на сайте 1UP текст, в котором приравнял персонажей игры Модзя к блэкфейсам и посчитал игру примером «институционализированного расизма, с которым нужно разобраться». Кван-Мадрид и журналист 1UP Джереми Париш отметили, что так как в Японии нет такой расовой вариативности, как в западных странах, таких как США, то такие вещи, как блэкфейс или подобные представления о темнокожих, допустимые в стране разработчиков, следовало исправить на этапе локализации. Кван-Мадрид призвал Sony изменить цвет персонажей, аналогично тому, что ранее сделала компания Capcom с персонажем Оилменом в игре Mega Man Powered Up. Разработчики игры, включая Коно, в свою очередь заявили, что дизайн Модзя был основан на причёске художника, работавшего над игрой, и Модзя не подразумевали никаких расистских намёков.
Продажи LocoRoco в Японии были ниже ожидаемых: в течение первой недели магазинам удалось реализовать только 30 000 экземпляров игры.
Игра получила премию BAFTA в области игр 2006 года в номинациях Character и Children’s.